# Музей «Хата-ґражда» гуцульської господарки

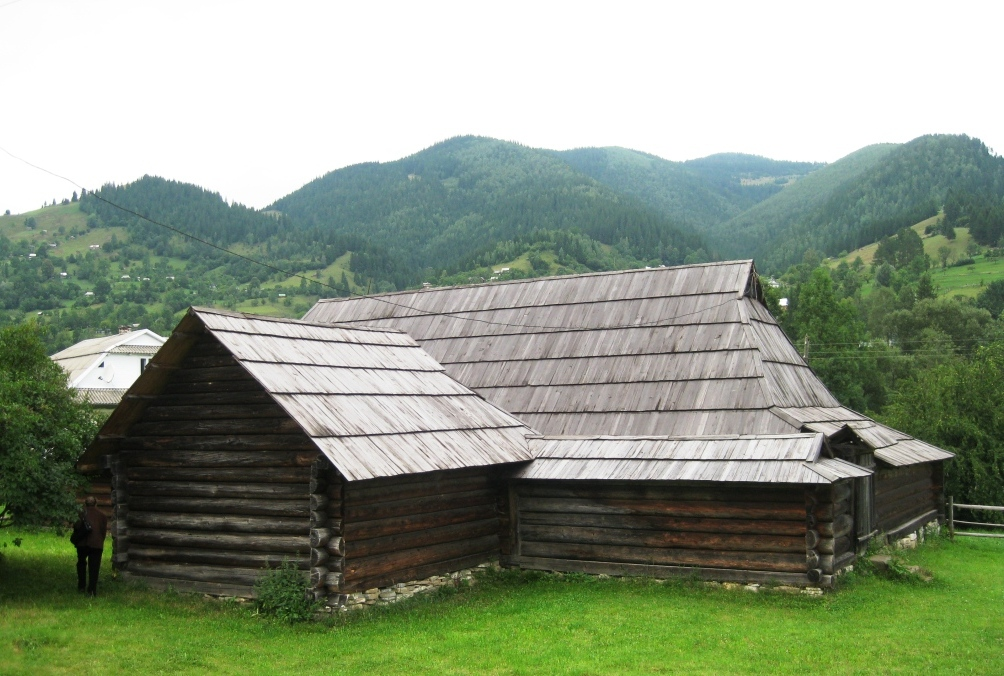
Музей «Хата-ґражда» гуцульської господарки

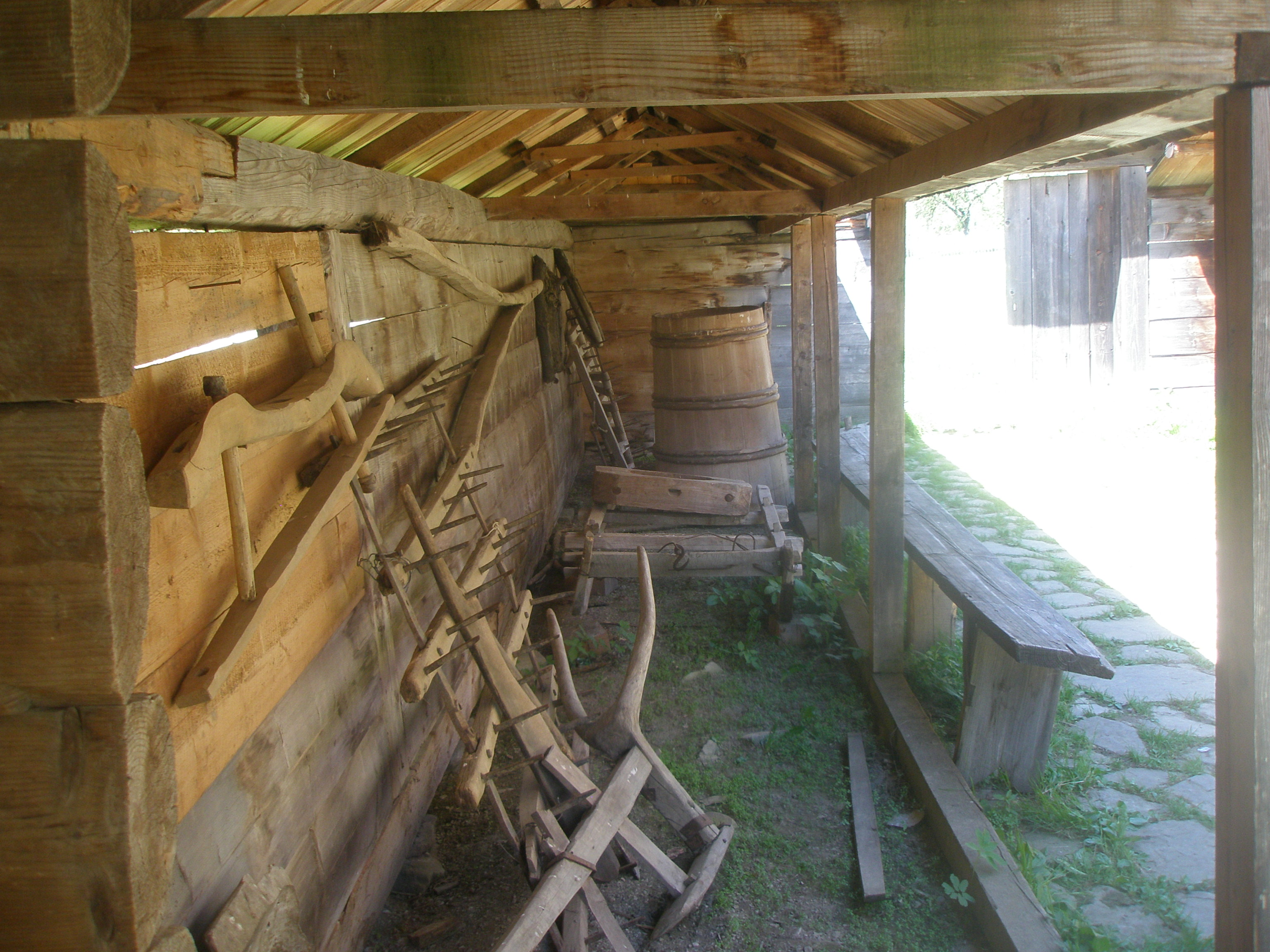
У ґражді під навісом

Музей «Хата-ґражда» гуцульської господарки — історико-етнографічний музей, створений у хаті-ґражді родини Харуків, побудованої 1858 року на присілку Заріччя (село Криворівня). Музей діє з 1994 року.

## Історія
Хата-ґражда — характерний для Галичини тип садиби, коли житлове та господарські приміщення з'єднані між собою і утворюють замкнений прямокутний дворик. Цей тип сільських садиб був поширений на Гуцульщині у XVII—XIX століття.
У садибі на присілку Заріччя, яка зараз стала музеєм, мешкали Палій Харук та Параска Миронівна Харук. Іван Франко часто відвідував садибу Харуків, щоб послухати фольклорні оповіді Параски Харук. На початку ХХ століття у родині Харуків часто бували відомі діячі української науки і культури, які гостювали у Івана Франка, зокрема Володимир Гнатюк, Михайло Коцюбинський та інші. 1963 року хата-ґражда Харуків стала одним з майданчиків для знімання фільму Сергія Параджанова «Тіні забутих предків» як хата головного героя фільму Івана (актор Іван Миколайчук). Після смерті родини Харуків садиба тривалий час перебувала в занедбаному стані. Лише 1993 року було проведено реставраційні роботи й через рік, під час Першого світового конгресу гуцулів, тут було відкрито історико-етнографічний музей гуцульської господарки. 2006 року було проведено ремонт садиби.

## Архітектура
Хата-ґражда є трикамерною хатою, спорудженою за схемою «хата+сіни+хата». Вона також має бокову й задню притули, перпендикулярну кліть та огорожу, що вкрита навісами (шириною до двох метрів). Двір садиби вимощено плиткою.

## Експозиція
У Музеї представлено чимало автентичних предметів гуцульського побуту переважно XIX та початку XX століття.

## Практична інформація
Адреса: присілок Заріччя, с. Криворівня, Верховинський р-н, 78710
- Години роботи: з 10:00 до 18:00 год.
- Обід: з 13:00 до 14:00 год.
- Вихідний: понеділок